# Quilly (Loira Atlàntic)

Localització de Quilly (Loira Atlàntic)

Quilly (en bretó Killig) és un municipi francès, situat a la regió de país del Loira, al departament de Loira Atlàntic, que històricament va formar part de la Bretanya. L'any 2006 tenia 1.154 habitants. Limita amb Campbon, Sainte-Anne-sur-Brivet, Guenrouet i Bouvron.

## Demografia
| 1962                                       | 1968 | 1975 | 1982 | 1990 | 1999 |
| ------------------------------------------ | ---- | ---- | ---- | ---- | ---- |
| 810                                        | 837  | 781  | 793  | 859  | 905  |
| Des de 1962: població sense dobles comptes |      |      |      |      |      |

## Administració
| Període | Identitat      | Partit |
| ------- | -------------- | ------ |
| 2001-   | Michel Tillard |        |